# Christian Joy
Christian Joy, eg Christiane Joy Hultquist, född 1973, är en amerikansk designer från Marion, Iowa. Hennes verk har visats på Victoria and Albert Museum.
Hon är vän till Yeah Yeah Yeahs sångare Karen O. Christian designar alla Karens scenkläder.